# Fanconi-anémia
A Fanconi-anémia (FA) egy, a csontvelői vérsejtképzés károsodásával járó ritka genetikai betegség, ami az összes etnikai csoportban előfordul, ugyanakkor az askenázi zsidók és egyes dél-afrikai népcsoportok körében gyakoribb. Becsült incidenciája az Egyesült Államokban 1/131,000.

A betegségre olyan génhibák jellemzőek, amik a DNS-javításban fontos szerepet játszó fehérjéket érintenek. A DNS-javítás csökkent működése a csontvelői vérképzés zavaraihoz vezet, a betegek több mint 90 százalékában kialakul valamilyen hematológiai abnormalitás 40 éves korukig, ezek közül a leggyakoribb az aplasztikus vérszegénység (anémia), de a betegség a teljes vérképzést (vörösvérsejt, vérlemezke és fehérvérsejt vonalakat) érinti. A betegekben ezenkívül gyakoriak a másodlagosan megjelenő daganatok (pl. AML), valamit egyes veleszületett fejlődési rendellenességek.

A betegség nevét a svájci gyermekgyógyászról, Guido Fanconiról kapta, aki 1927-ben leírta a kórkép jellemzőit.

## Genetikai háttere

A Fanconi-anémia autoszomális recesszív öröklődést mutat.

A Fanconi-anémia hátterében több különböző génhiba is állhat, melyeket FANC géneknek neveznek. 2009-ig összesen 15 ilyen gént azonosítottak, ezek a FANCA, FANCB, FANCC, FANCD1/BRCA2, FANCD2, FANCE, FANCF, FANCG, FANCI, FANCJ/BRIP1, FANCL, FANCM, FANCN/PALB2, FANCO/RAD51C, és a FANCP/SLX4. A viszonylag ritka FANCB-t leszámítva, ami az X-kromoszómán található, mindegyik autoszomális recesszív öröklődést mutat, vagyis két azonos génhibát hordozó szülő gyermeke 25 százalékos valószínűséggel beteg, 50 százalékossal pedig hordozó lesz. A FANCB hibája esetén a betegség csak fiúkat érint. Az esetek nagy többségében a szülők csak utólag értesülnek a génhibájukról, amikor az utódnál diagnosztizálják a betegséget.

A FANC gének mindegyike a DNS-javításában részt vevő ún. FA/BRCA útvonal különböző fehérjéit kódolja. Ez az útvonal a DNS-keresztkötések javításában alapvető fontosságú. A folyamatban részt vevő gének hibái esetén instabillá válik a genom, aminek logikus következményei a daganatos betegségek gyakori előfordulása, a gyorsan osztódó csontvelői sejtek pusztulása, illetve a beteg fokozott érzékenysége a különböző alkiláló típusú kemoterápiás szerekre. Érdekesség, hogy a betegségben leírt egyik gén, a FANCD1 megegyezik a mellrák kialakulásában sokat vizsgált BRCA2-vel.

## Tünetei
A betegség legjellemzőbb tünetei: veleszületett rendellenességek, valamint nagyon magas rizikófaktor daganatos betegségekre (pl. leukémiára és a nyálkahártyát érintő tumorokra) nézve. 

### Fejlődési rendellenességek
A betegek 60 százalékában előfordul legalább egy komolyabb (major) veleszületett defektus. Ezek közé tartoznak a csontrendszeri defektusok, pl. az alkar és kéz deformitások (hüvelykujj és orsócsont hiány) vagy a gerincet érintő hibák, a vese és a szív rendellenességei, a kis fejátmérő (mikrokefália), az apró szemek (mikrooftalmia), a fül deformitásai vagy halláscsökkenés. Gyakoriak még az endokrin rendszer zavarai is. A betegek harmadában nincs jelen a születéskor jelentős rendellenesség, ilyenkor a kisebb jellegzetességek, pl. az alacsony testmagasság, tejeskávéfoltok (café au lait), pigmenthiányos vagy fokozottan pigmentált bőrterületek hívhatják fel a figyelmet a betegségre, vagy csak felnőttkorban, az egyéb tünetek megjelenésével születik meg a diagnózis. A genetikai tanácsadást ill. tesztet azon családoknak ajánlják, ahol már előfordult Fanconi-anémia. Azon népek körében, ahol családon belüli házasság is előfordul, a FA nagyobb eséllyel jelentkezik.

### Hematológiai eltérések
Gyakorlatilag minden betegeben megjelenik hematológia eltérés, a betegek 98 százalékában alakul ki valamilyen vérképzési hiba 40 éves korukra, az átlagéletkor a tünetek megjelenésekor 7 év. A kezdeti zavar a vérképzési vonal bármelyik ágát érintheti, megnyilvánulhat alacsony vérlemezkeszámban (trombocitopénia) következményes fokozott vérzékenységgel, vérszegénységben (anémia), ami fáradékonysággal, gyengeséggel, nehézlégzéssel és szapora pulzussal járhat, vagy alacsony fehérvérsejtszámban, ami gyakori fertőzésekben nyilvánulhat meg. A betegek felében azonban egyidejűleg több vonal is károsodik, ún. páncitopénia alakul ki. Az említett eltérések progresszív, egyre súlyosbodó jelleget mutatnak, míg végül teljes csontvelő elégtelenség alakul ki. Emellett egyéb hematológiai zavarok is gyakoriak, a betegek kb. felében 40 éves korukig mielodiszpláziás szindróma (MDS) vagy akut mieloid leukémia alakul ki. A leukémia átlagosan 11,3 éves korban jelenik meg a betegekben.

### Egyéb daganatok
A leukémián kívül Fanconi-anémiában szolid tumorok is gyakrabban alakulnak ki, bár a leukémiákhoz képest később jelentkeznek, átlagosan 28,9 éves korban. A rizikó az életkor növekedésével fokozódik, 45 éves korra 76 százalékos valószínűséggel alakul ki a betegben valamilyen nem-hematológiai daganat. A tumorok többsége laphámrák, ami különösen a fej-nyak régióban gyakori.

## Diagnosztika
Ha a tünetek alapján felmerül a Fanconi-anémia lehetősége, genetikai vizsgálatokat végeznek a diagnózis igazolására. Ennek során a betegtől izolált sejteket olyan anyagokkal kezelik, amik DNS-keresztkötéseket okoznak, majd azt vizsgálják, hogy ennek hatására milyen arányban jönnek létre kromoszóma törések. Leggyakrabban mitomicin C-t vagy diepoxibutánt (DEB) használnak. Amennyiben gyanú van rá, lehetőség van a születendő gyermek terhesség alatti vizsgálatára is.

## Kezelése
Régebben ez a betegség szinte kizárólag halállal végződött. Habár a javuló kezelési módszerek hatására  a kórképben szenvedő emberek várható túlélését jelentősen emelték, a betegek továbbra is szakszerű és rendszeres ellenőrzésre szorulnak. 

A csontvelő elégtelenség gyógyszeres kezelésére szintetikus androgén készítményeket (pl. danazol, oximetolon) használnak. Ezekkel a szerekkel lassítható a vérképzés károsodása, de azt meg nem akadályozzák, idővel a betegek egészséges donortól származó (allogén) csontvelő átültetésére szorulnak (angolul: HSCT, hematopoietic stem cell transplantation), ami az egyetlen hatásos és tartós kezelése a hematológiai zavaroknak. Egy 1972 és 2010 közötti időszakot felölelő, 795 beteg bevonásával készült 2013-as tanulmányban azt találták, hogy az eljárás hosszú távú eredményessége javítható, ha a beteg 10 éves kora előtt, leukémia vagy MDS kialakulását megelőzően, megfelelő donor kiválasztásával részesül átültetésben. A szerzők szintén fontosnak tartják, hogy a beültetésre kerülő vérképző őssejteket ne a perfifériás vérből, hanem közvetlenül a csontvelőből gyűjtsék, mivel ezzel is fokozható a kezelés sikeressége. A csontvelő átültetéssel csak a hematológiai zavarok kezelhetőek, a betegnek ezt követően is fokozott daganatképződési rizikóval kell számolnia.

A betegséghez gyakran társuló endokrin eltérések megfelelő kezelése is fontos, pl. hormonpótlással.

A betegség jellegéből adódóan az orvostudomány fejlődésével ideális jelölt lehet génterápiás kezelésekre is.

## Külső linkek
- A Magyar Hematológiai és Transzfúziológiai Társaság honlapja
- Fanconi Anemia Research Fund. honlapja (angol)